# 亚历克·罗伯逊
亚历克·罗伯逊（英語：Alec Robertson，1884年10月20日—1977年9月12日），新西兰男子草地滚球运动员。他曾代表新西兰参加1938年大英帝国运动会草地滚球比赛，获得男子四人金牌。